# Silk Stocking Sal
Silk Stocking Sal è un film drammatico del 1924 diretto da Tod Browning.